# Vol-V
Vol-V est une société française spécialisée dans les installations de production d'énergie renouvelable : centrales solaires photovoltaïques et éoliennes, anciennement des méthaniseurs.

## Historique
L'entreprise est fondée en 2005 par Cédric de Saint-Jouan, Arnaud Guyot et François Bouffard. Le nom est choisi en référence à la formation en V adoptée par des oiseaux pour limiter leur consommation d'énergie.
En 2015, son chiffre d'affaires est de 17 millions d'euros. En 2009 et 2016, elle vend des installations éoliennes et solaires pour financer de nouveaux investissements,. En 2010, elle reçoit 15 millions d'euros du fonds d'investissement Eurofideme 2, géré par Natixis.
En février 2019, 10 ans après sa création, la filiale biométhane du groupe Vol-V est cédée à Engie, alors qu'elle compte sept sites en exploitation et trois en construction,.

## Activités
Vol-V construit et exploite des centrales électriques à partir de différentes ressources renouvelables : le solaire, le biogaz depuis 2010 et l'éolien. Elle a aussi une activité sur le domaine de l'autoconsommation énergétique, équipant ainsi ses centrales de méthanisation de panneaux solaires pour réduire le coût du biogaz produit,. Son ancienne filiale Vol-V Biomasse produit notamment du biométhane injecté sur le réseau GRTgaz ou GRDF à partir de déchets agricoles et agro-industriels variés,.
Vol-V est basé à Montpellier et développe des projets sur le territoire français, avec une présence à l'étranger. Elle compte 35 employés en 2015 et quatre unités de méthanisation fonctionnelles en 2018.